# John Priestman & Company
John Priestman & Company war eine Werft mit Sitz in Southwick, Sunderland am Fluss Wear in North East England, Großbritannien. Die Werft war bekannt für ihre Towerdecker.

## Geschichte

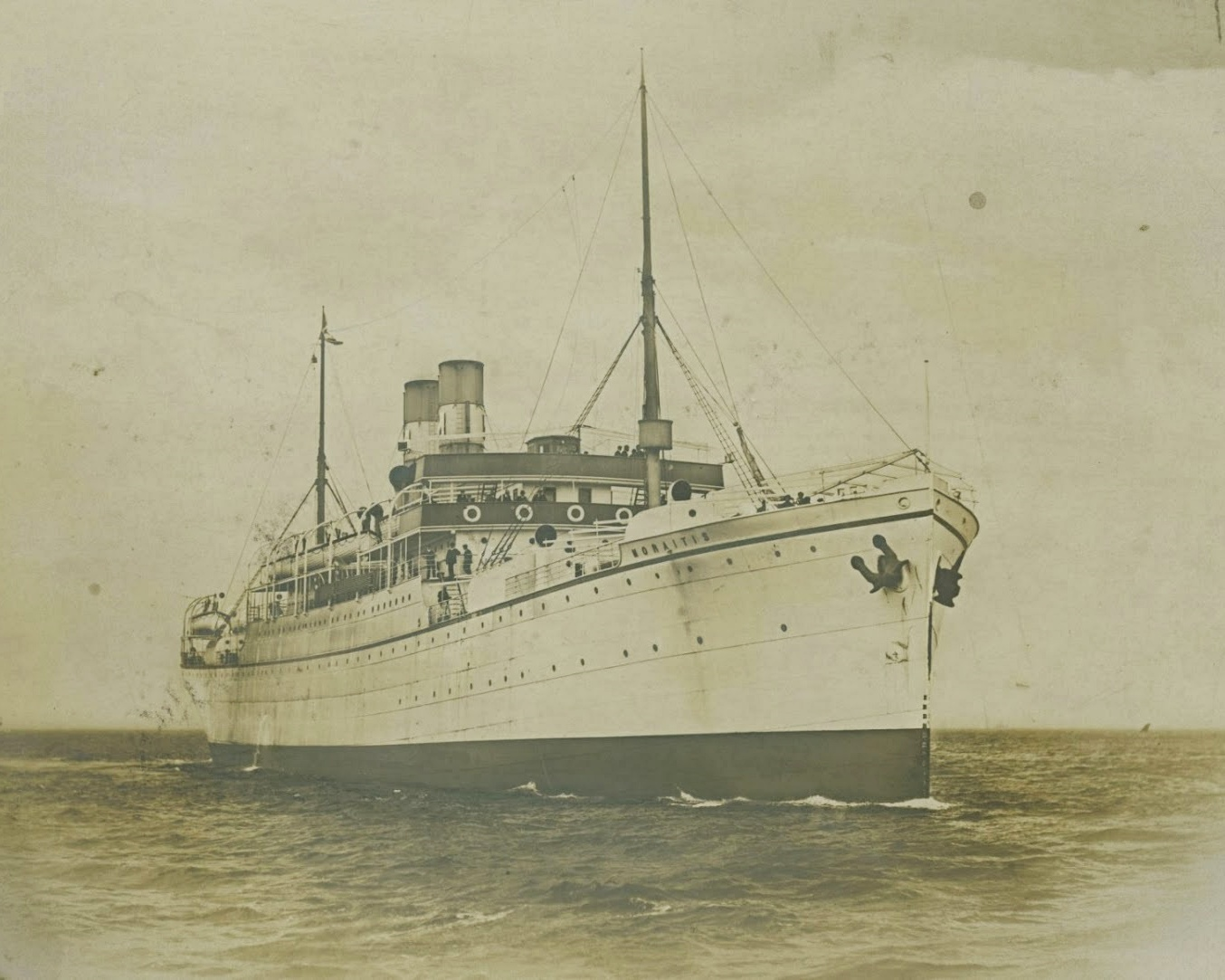
Das Passagierschiff Moraitis: 1907 für griechische Eigner gebaut

John Priestman wurde 1854 geboren und begann mit 14 Jahren seine Lehre bei John Blumer and Company. Später arbeitete er in der Entwicklungsabteilung der Werft W. Pickersgill & Sons, wo er 1880 deren erstes aus Eisen gebautes Dampfschiff konstruierte.
1882 gründete er westlich der Pickersgill Werft seine John Priestman & Company benannte Werft. Bis 1883 baute er fünf Holzschiffe und zehn eiserne Schiffe, schloss den Betrieb dann aber zunächst wieder.
Nach der Wiedereröffnung 1888 produzierte die Werft bis zum Ersten Weltkrieg etwa 120 Stahlschiffe. Beginnend mit der Gemini wurden durchschnittlich vier Schiffe pro Jahr gefertigt. In seinen Grundzügen ähnlich konstruiert, wie Ropner’s Trunkdecker und die Turretdecker der Werft William Doxford & Sons, wurde der seit 1897 gebaute Schiffstyp des Priestman-Turmdeckers zum Markenzeichen der Werft. Anders als bei den beiden konkurrierenden Entwürfen war hier der schräge Übergang des Turmdecks in die Außenhaut der Schiffe. Erstes Schiff dieser Bauart war die Enfield.
Während des Ersten Weltkriegs baute die ab 1914 als John Priestman and Co., Iron Ship Builders of Castletown Yard, Southwick, Sunderland firmierende Werft 15 Priestman "Tower’s" sowie 2 Trampschiffe und sechs Einheiten der Standardkriegstypen A und C, die allerdings erst nach Kriegsende bis 1920 fertiggebaut wurden. Danach waren für einige Zeit keine Neubauaufträge zu bekommen.
John Priestman wurde 1921 zum Ritter geschlagen und die Werft baute auf eigene Rechnung zwölf große Trampschiffe, welche unter das Management von Sir John Morrison gebracht wurden. Sir John seinerseits investierte Gelder der Werft in südafrikanische Goldminen, was für ihn sehr profitabel war. Davon wurden die zwölf Trampschiffe finanziert. Eines dieser Schiffe wurde nach der einzigen Tochter Sir Johns, Barbara Marie benannt. Diese Schiffe wurden für Reisen zwischen schwedischen Ostseehäfen bis nach Südafrika eingesetzt. Sie besaßen fünf Laderäume, von denen der Laderaum 3 zwischen den Brückenaufbauten und den Aufbauten für das Maschinenpersonal als zusätzlicher Kohlebunker für die langen Reisen nach Südafrika genutzt werden konnte.

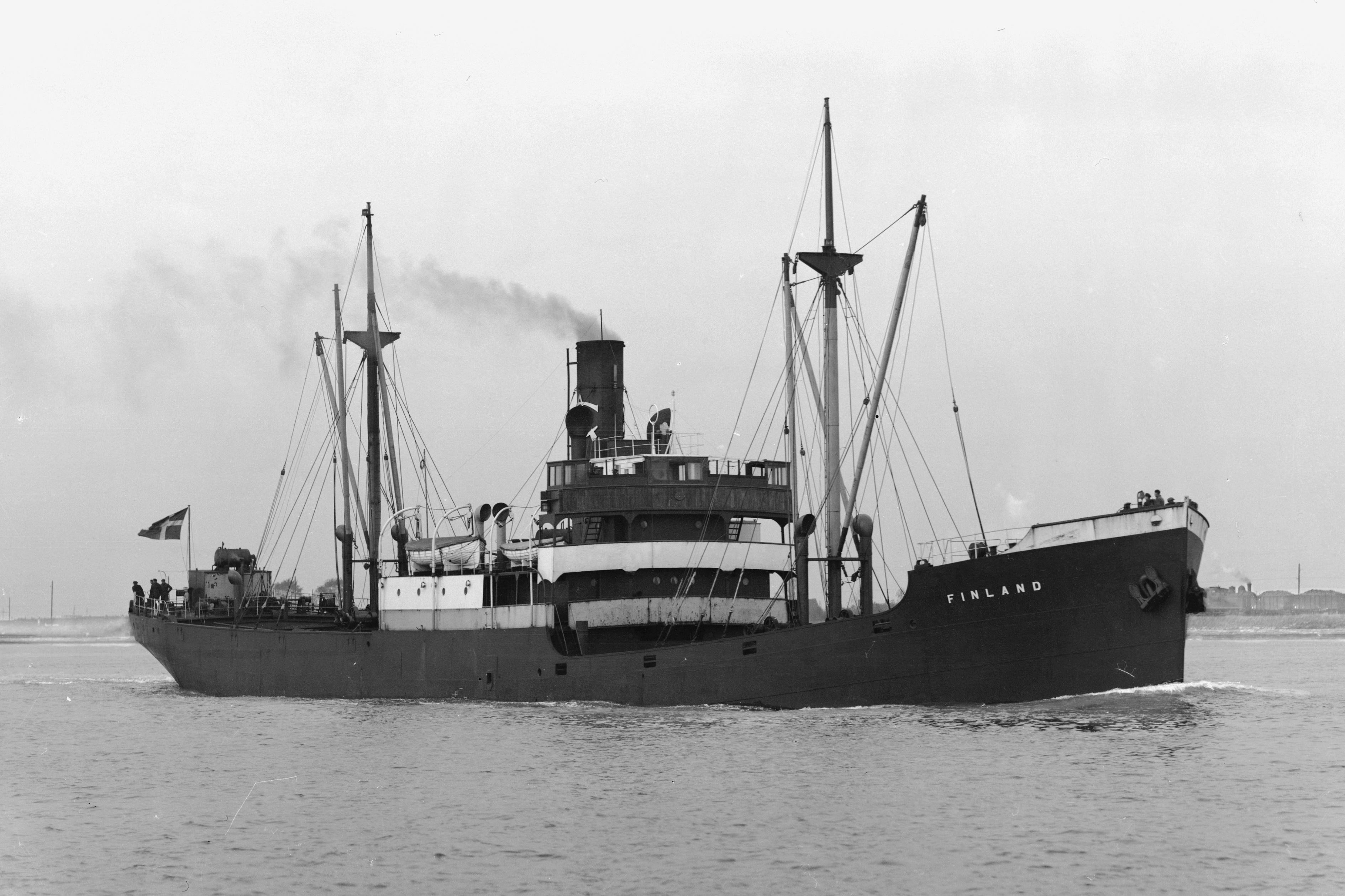
Das Frachtschiff Finland: 1930 für dänische Eigner gebaut

Bis 1930 wurde ein weiteres Dutzend Trampschiffe für verschiedene Eigner gebaut. Im Jahr 1930 wurden noch zwei weitere Schiffe fertiggestellt und dann die Arbeiter der Werft ausbezahlt. Die beiden letzten Aufträge waren die Glenlea und die Finland. Ein weiteres Schiff wurde nicht abgenommen und in eine Versteigerung gegeben. Es wurde allerdings wieder zurückgezogen, als nur £20,000 geboten wurden. Schließlich wurde es erst im Mai 1933 vom Stapel gelassen. Sir John Priestman wurde während dieser Zeit des Leerlaufs oft auf der Werft gesehen, wie er mit seinem Geschäftsführer Tennis spielte. Das letzte Schiff der Werft, die Rio Novo wurde im September 1934 verkauft. Im selben Jahr wurde Sir John Priestman zum Baronet ernannt.
Obwohl die Werft 1933 ihre Pforten schloss, wurde der Betrieb unter Mitarbeit der britischen Admiralität weitergeführt und 1944 von William Pickersgill & Sons als "West Yard" übernommen, um dort Schiffsneubauten für die Marine zu erstellen. 1939 stiftete Priestmann die neue "Priestman Library" der University of Sunderland. Sir John Priestman starb 1941 im Alter von 87 Jahren und hinterließ 1,5 Millionen £Pfund, wovon er einen großen Teil für gemeinnützige Zwecke vermachte.